# Амаринт
Амаринт (грч. Ἀμάρυνθος) је у грчкој митологији био Артемидин ловац.

## Митологија
Веровало се да је по овом хероју град Амаринт у Еубеји добио назив. Паусанија је писао да је по њему или по граду Артемида имала епитет Амаринтија или Амарисија, те да је под тим именом обожавана у том граду и у Атици.

## Друге личности
Аполодор је навео Амаринта као једног од Актеонових паса.